# Триоксифторид рения
Триоксифторид рения — неорганическое соединение, оксосоль металла рения и плавиковой кислоты с формулой ReO3F,
жёлтый порошок.

## Получение
- Действие пентафторида иода на перренат калия.

- Действие плавиковой кислоты на триоксихлорид рения:

{\displaystyle {\mathsf {ReO_{3}Cl+HF\ {\xrightarrow {}}\ ReO_{3}F+HCl}}}

## Физические свойства
Триоксифторид рения образует жёлтый порошок.